# Équations d'Euler
Ne pas confondre avec l'équation d'Euler pour un polyèdre et diverses autres équations ainsi nommées pour les travaux d'Euler concernant celles-ci.
En mécanique des fluides, les équations d'Euler sont des équations aux dérivées partielles non linéaires qui décrivent l'écoulement des fluides (liquide ou gaz) dans l’approximation des milieux continus. Ces écoulements sont adiabatiques, sans échange de quantité de mouvement par viscosité ni d'énergie par conduction thermique.
L'histoire de ces équations remonte à Leonhard Euler qui les a établies pour des écoulements incompressibles (1757). La relation avec la thermodynamique est due à Pierre-Simon de Laplace (1816) et l'explication des discontinuités à Bernhard Riemann (1860) dont les travaux ont précédé ceux de Rankine et Hugoniot.

## Établissement des équations pour un milieu compressible

### À partir des lois de conservation
On peut définir une loi de conservation pour une variable intensive ϕ entraînée à la vitesse V et comportant un terme de production volumique S par :
{\displaystyle {\frac {\partial \phi }{\partial t}}+\nabla \cdot (\phi \mathbf {V} )=S}

#### Formulation eulérienne
La formulation la plus utilisée fait appel à un référentiel fixe naturel lorsque l'on traite un problème stationnaire ou instationnaire dans lequel le domaine de calcul est connu à l'avance. On fait alors appel aux variables eulériennes.
On obtient le système d'Euler en appliquant la relation de conservation ci-dessus à la masse volumique ρ, à la quantité de mouvement ρ V et à l'énergie totale ρE.
- Équation de continuité (équation de bilan de la masse){\displaystyle {\frac {\partial \rho }{\partial t}}+\mathbf {\nabla } \cdot (\rho \mathbf {V} )=0}
- Équation de bilan de la quantité de mouvement

{\displaystyle {\dfrac {\partial (\rho \mathbf {V} )}{\partial t}}+\mathbf {\nabla } \cdot \left(\rho \mathbf {V} \otimes \mathbf {V} \right)=-\nabla p+\rho \mathbf {g} }
- Équation de bilan de l'énergie{\displaystyle {\frac {\partial (\rho E)}{\partial t}}+\mathbf {\nabla } \cdot (\rho E\mathbf {V} )=-\mathbf {\nabla } \cdot (p\,\mathbf {V} )+\rho \mathbf {g} \cdot \mathbf {V} }

Dans ces équations :
- t représente le temps (unité SI : s) ;
- ρ désigne la masse volumique du fluide (unité SI : kg m−3) ;
- V désigne la vitesse eulérienne d'une particule fluide (unité SI : m s−1) ;
- p désigne la pression thermodynamique (unité SI : Pa) ;
- {\displaystyle {\mathsf {I}}} désigne le tenseur unité ;
- {\displaystyle \mathbf {A} \otimes \mathbf {B} } désigne le produit tensoriel, ou produit dyadique entre {\displaystyle \mathbf {A} } et {\displaystyle \mathbf {B} } ;
- g(x , t) désigne la gravité ou toute autre force massique extérieure (unité SI : m s−2) ;
- E désigne l'énergie totale par unité de masse (unité SI : J kg−1) ; elle s'exprime en fonction de l'énergie interne par unité de masse e par :{\displaystyle E=e+{\frac {|\mathbf {V} |^{2}}{2}}}

Le système doit être fermé par une relation thermodynamique, par exemple celle reliant l'énergie interne aux autres valeurs f (e, ρ, p) = 0. Pour un gaz parfait :{\displaystyle e={\frac {1}{\gamma -1}}{\frac {p}{\rho }}}
où {\displaystyle \gamma ={\frac {C_{P}}{C_{V}}}} est le rapport des chaleurs spécifiques à pression et volume constant, respectivement.

#### Quelques variations autour du système d'équations
- On peut exprimer différemment l'équation de quantité de mouvement en remarquant que :

{\displaystyle {\frac {\partial \left(\rho \mathbf {V} \right)}{\partial t}}+\mathbf {\nabla } \cdot \left(\rho \mathbf {V} \otimes \mathbf {V} \right)=\rho \left[{\frac {\partial \mathbf {V} }{\partial t}}+(\mathbf {V} \cdot \mathbf {\nabla } )\mathbf {V} \right].}
L'équation alors obtenue s'interprète comme la deuxième loi de Newton, en remarquant que le terme {\displaystyle {\frac {\partial \mathbf {V} }{\partial t}}+(\mathbf {V} \cdot \mathbf {\nabla } )\mathbf {V} } décrit l'accélération des particules du fluide.
- Il est possible d'exprimer la conservation de l'énergie sous forme équivalente en transférant au premier membre le terme correspondant à la pression :

{\displaystyle {\frac {\partial (\rho E)}{\partial t}}+\mathbf {\nabla } \cdot [(\rho E+p)\mathbf {V} ]=\rho \,\mathbf {g} \cdot \mathbf {V} .}
Le terme ρE + P peut être remplacé par {\displaystyle \rho H=\rho \left(h+{\frac {|\mathbf {V} |^{2}}{2}}\right)} où {\displaystyle h=e+{\frac {p}{\rho }}} est l'enthalpie massique et H l'enthalpie totale.
- En multipliant scalairement l'équation de quantité de mouvement écrite comme ci-dessus par la vitesse on obtient une loi de conservation pour l'énergie cinétique :

{\displaystyle \rho \left[{\frac {\partial }{\partial t}}\left({\frac {|\mathbf {V} |^{2}}{2}}\right)+\mathbf {V} \cdot \mathbf {\nabla } \left({\frac {|\mathbf {V} |^{2}}{2}}\right)\right]=-\mathbf {V} \cdot \nabla p+\rho \mathbf {g} \cdot \mathbf {V} .}
- En soustrayant cette équation de l'équation de conservation de l'énergie et en utilisant l'équation de conservation de la masse, on obtient l'équation suivante sur l'énergie interne par unité de masse :{\displaystyle \rho \left({\dfrac {\partial e}{\partial t}}+\mathbf {V} \cdot \mathbf {\nabla } e\right)=-p\mathbf {\nabla } \cdot \mathbf {V} .}

#### Formulation lagrangienne
Dans certains problèmes le domaine occupé par le fluide peut varier considérablement au cours du temps. Il s'agit donc de problèmes instationnaires. C'est le cas dans les problèmes d'explosion ou en astrophysique. On fait alors appel aux variables lagrangiennes définies dans le repère noté ξ. L'accélération de la particule fluide est donnée par la dérivée particulaire :{\displaystyle {\frac {\mathrm {D} \mathbf {\phi } }{\mathrm {D} t}}\,:=\left.{\frac {\partial \mathbf {\phi } }{\partial t}}\right|_{\xi }=\left.{\frac {\partial \mathbf {\phi } }{\partial t}}\right|_{x}+\mathbf {V} \cdot \mathbf {\nabla } \mathbf {\phi } }
Le dernier terme de cette équation est le terme d'advection de la quantité ϕ. Celle-ci peut être scalaire, vectorielle ou tensorielle.
Pour la quantité de mouvement la dérivée particulaire vaut :{\displaystyle {\begin{array}{rcl}{\frac {\mathrm {D} (\rho \mathbf {V} )}{\mathrm {D} t}}=\left.{\frac {\partial (\rho \mathbf {V} )}{\partial t}}\right|_{\xi }&=&\left.{\frac {\partial (\rho \mathbf {V} )}{\partial t}}\right|_{x}+\left(\mathbf {V} \cdot \mathbf {\nabla } \right)(\rho \mathbf {V} )\\[0.8em]&=&\left.{\frac {\partial (\rho \mathbf {V} )}{\partial t}}\right|_{x}+\mathbf {\nabla } \cdot \left(\rho \mathbf {V} \otimes \mathbf {V} \right)-\rho \left(\mathbf {\nabla } \cdot \mathbf {V} \right)\mathbf {V} \end{array}}}
Les équations de conservation dans le système de coordonnées définies par {\displaystyle {\frac {\partial \mathbf {x} }{\partial t}}=\mathbf {V} } s'écrivent :
- Équation de continuité (ou équation de bilan de la masse){\displaystyle {\frac {\mathrm {D} \rho }{\mathrm {D} t}}+\rho \mathbf {\nabla } \cdot \mathbf {V} =0}
- Équation de bilan de la quantité de mouvement{\displaystyle \rho {\frac {\mathrm {D} \mathbf {V} }{\mathrm {D} t}}=-\mathbf {\nabla } p+\rho \mathbf {g} }
- Équation de bilan de l'énergie{\displaystyle \rho {\frac {\mathrm {D} E}{\mathrm {D} t}}=-\mathbf {\nabla } \cdot \left(p\mathbf {V} \right)+\rho \mathbf {g} \cdot \mathbf {V} }

### À partir de l'équation de Boltzmann pour un gaz
On note {\displaystyle f(\mathbf {x} ,\mathbf {v} ,t)} la fonction de distribution statistique de la vitesse V à l'instant t au point x pour la particule (atome ou molécule) de masse m. Le nombre probable de particules dans le volume {\displaystyle [\mathbf {x} ,\mathbf {x} +\mathrm {d} \mathbf {x} ]}, de vitesses {\displaystyle [\mathbf {v} ,\mathbf {v} +\mathrm {d} \mathbf {v} ]} à cet instant est {\displaystyle f\,\mathrm {d} \mathbf {x} \,\mathrm {d} \mathbf {v} }. La distribution statistique f se mesure donc en s3 m−6.
L'équation de Boltzmann s'écrit{\displaystyle {\frac {\partial f}{\partial t}}+\mathbf {v} \cdot \nabla f=Q(f,f)}
où Q, l'opérateur (ou noyau) de collision, est un opérateur intégral quadratique donnant l'effet des collisions que l'on supposera élastiques pour simplifier le problème : pas d'échange entre degrés de liberté internes, rotation et translation.

#### Du microscopique au macroscopique
L'équation de Boltzmann décrit au niveau microscopique l'évolution de particules. Pour décrire le niveau macroscopique on définit
| - la densité particulaire | {\displaystyle n=\int _{\mathbf {v} }f\mathrm {d} \mathbf {v} _{i}}                                  |
| - la masse volumique      | ρ = nm                                                                                               |
| - la vitesse moyenne      | {\displaystyle \mathbf {V} ={\frac {1}{n}}\int _{\mathbf {v} }\mathbf {v} f\mathrm {d} \mathbf {v} } |
| - la vitesse relative     | {\displaystyle \mathbf {U} =\mathbf {v} -\mathbf {V} }                                               |
| - l'énergie interne       | {\displaystyle e=\int _{\mathbf {v} }{\frac {1}{2}}mv^{2}f\mathrm {d} \mathbf {v} }                  |
| - la pression             | {\displaystyle p={\frac {1}{3}}\int _{\mathbf {v} }mU^{2}f\mathrm {d} \mathbf {U} }                  |

On peut alors définir une température à partir de l'équation d'état{\displaystyle p=n\,k\,T}

#### Équations d'évolution
Les interactions conservent la masse, la quantité de mouvement et l'énergie. On dit que {\displaystyle m,m\mathbf {v} ,{\frac {1}{2}}mv^{2}} sont des invariants collisionnels. En multipliant l'équation de Boltzmann successivement par chacune de ces quantité et en sommant sur les vitesses tous les seconds membres s'annulent :{\displaystyle \int _{\mathbf {v} }\psi \,Q\,\mathrm {d} \mathbf {v} =0,~~\forall \psi \in [m,m\mathbf {v} ,{\frac {1}{2}}mv^{2}]}
En effet ce qui est vrai pour chaque interaction individuelle l'est forcément pour l'ensemble de celles-ci.
On obtient ainsi aisément les équations d'évolution macroscopiques appelées équations d'Enskog dans le cas général et qui ici conduisent aux équations d'Euler données ci-dessus.
La distribution microscopique des vitesses correspondante est la distribution de Maxwell, ce qui n'est pas le cas pour les équations de Navier-Stokes.

## Propriétés du système d'équations d'Euler
Les solutions analytiques des équations d'Euler sont très rares, même pour des problèmes unidimensionnels. On peut cependant citer :
- l'équation d'Hugoniot pour un écoulement unidimensionnel isentropique,
- les relations de Rankine-Hugoniot pour les discontinuités,
- l'écoulement d'Arnold-Beltrami-Childress comme modèle de système dynamique.

### Conservation de l'entropie
Le premier principe de la thermodynamique pour un gaz parfait permet de faire apparaître l'entropie S dans le cas d'un milieu réversible où l'on néglige le travail lié à g :{\displaystyle \mathrm {d} e=T\mathrm {d} S-p\mathrm {d} \left({\frac {1}{\rho }}\right)}
D'où :{\displaystyle \rho T{\frac {\mathrm {D} S}{\mathrm {D} t}}=\rho {\frac {\mathrm {D} e}{\mathrm {D} t}}-{\frac {p}{\rho }}{\frac {\mathrm {D} \rho }{\mathrm {D} t}}}
En utilisant l'équation de continuité, cette expression devient :{\displaystyle {\frac {\mathrm {D} S}{\mathrm {D} t}}=0}
L'écoulement est isentropique sur une ligne de courant pour autant qu'il soit continu. On voit ci-dessous que ce n'est pas le cas partout du fait de l'existence possible de discontinuités correspondantes à des transformations thermodynamiques irréversibles.

### Courbes caractéristiques et invariants de Riemann
La nature mathématique du système implique un certain nombre de propriétés qui caractérisent un écoulement eulérien.
On se place dans le cas unidimensionnel et d'un gaz parfait, suffisant pour l'analyse. On néglige g qui représente généralement la gravité et dont les effets ne sont pas sensibles dans les écoulements fortement compressibles dont on traite ici.
Les équations de conservation de masse et de quantité de mouvement s'écrivent :{\displaystyle {\frac {\partial \rho }{\partial t}}+{\frac {\partial }{\partial x}}(\rho V)=0}
{\displaystyle {\frac {\partial }{\partial t}}(\rho V)+{\frac {\partial }{\partial x}}\left({\frac {1}{2}}\rho V^{2}\right)+{\frac {\partial p}{\partial x}}=0}
À partir des expressions suivantes pour un gaz parfait {\displaystyle {\frac {p}{\rho ^{\gamma }}}=C^{ste}} et {\displaystyle a^{2}=\gamma {\frac {p}{\rho }}} on peut écrire :{\displaystyle {\frac {\mathrm {d} a}{a}}={\frac {\gamma -1}{2}}{\frac {\mathrm {d} \rho }{\rho }}}
En portant dans les équations de conservation, celles-ci deviennent :{\displaystyle {\frac {2}{\gamma -1}}{\frac {\partial a}{\partial t}}+{\frac {2V}{\gamma -1}}{\frac {\partial a}{\partial x}}+a{\frac {\partial V}{\partial x}}=0}
{\displaystyle {\frac {\partial V}{\partial t}}+V{\frac {\partial V}{\partial x}}+{\frac {1}{\rho }}{\frac {\partial p}{\partial x}}=0}
En additionnant et soustrayant ces deux équations on obtient :{\displaystyle {\frac {\partial R_{\pm }}{\partial t}}+(V\pm a){\frac {\partial R_{\pm }}{\partial x}}=0}
où{\displaystyle R_{\pm }=V\pm {\frac {2a}{\gamma -1}}}
Ces quantités sont les invariants de Riemann. Ce nom vient de la propriété suivante. Soient {\displaystyle {\mathcal {C}}_{\pm }} les courbes caractéristiques définies par :{\displaystyle {\frac {\mathrm {d} x}{\mathrm {d} t}}=V\pm a}
La variation de R± sur cette courbe d'abscisse curviligne s s'écrira :{\displaystyle {\frac {\mathrm {d} R_{\pm }}{\mathrm {d} s}}={\frac {\partial R_{\pm }}{\partial t}}{\frac {\mathrm {d} t}{\mathrm {d} s}}+{\frac {\partial R_{\pm }}{\partial x}}{\frac {\mathrm {d} x}{\mathrm {d} s}}=\left[{\frac {\partial R_{\pm }}{\partial t}}+(V\pm a){\frac {\partial R_{\pm }}{\partial x}}\right]{\frac {\mathrm {d} t}{\mathrm {d} s}}=0}
R± est donc une quantité conservée sur la courbe caractéristique. L'intersection des courbes {\displaystyle {\mathcal {C}}_{+}} et {\displaystyle {\mathcal {C}}_{-}} (qui sont des inconnues du problème) permet de calculer les valeurs locales de V et a. Par ailleurs on connaît l'entropie dont on vu vu qu'elle était constante le long de la ligne de courant correspondante. On peut en déduire toutes les quantités thermodynamiques locales.
Deux caractéristiques analogues peuvent se croiser. À l'intersection, si les solutions étaient régulières, les quantités physiques seraient multivaluées. Cette impossibilité est la cause de l'apparition de discontinuités qui sont décrites par les relations de Rankine-Hugoniot.
Ces résultats peuvent être obtenu par l'algèbre linéaire. Cette méthode permet de généraliser au cas pluridimensionnel. Elle est la base des méthodes utilisées pour la résolution numérique.

### Régions de dépendance, d'influence et conditions aux limites

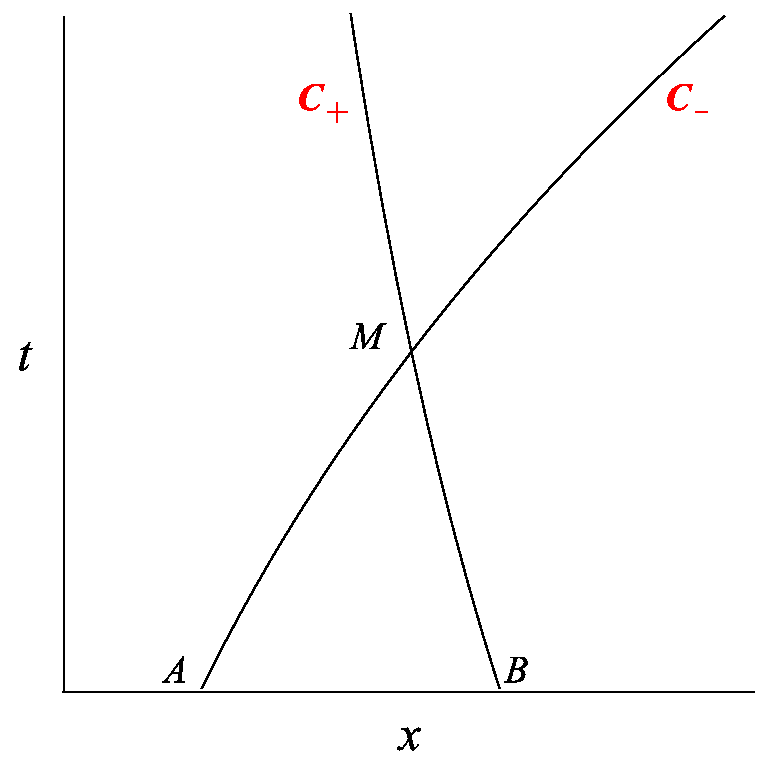
Caractéristiques dans un système hyperbolique.

Les deux caractéristiques {\displaystyle {\mathcal {C}}^{+}} et {\displaystyle {\mathcal {C}}^{-}} en un point M passant par A et B (voir courbe) transportent l'information contenue dans l'invariant de Riemann correspondant à l'onde propagée depuis ce point, dans le sens t croissant. Les valeurs en M dépendent donc de ces informations et de l'entropie portée par la ligne de courant passant par ce point. De tout point à l'intérieur du domaine ABM partent des invariants qui intersectent {\displaystyle {\mathcal {C}}^{+}} et {\displaystyle {\mathcal {C}}^{-}}. Les valeurs en tout point intérieur sont donc liées aux valeurs en M. Cette propriété définit le domaine ABM comme domaine d'influence des valeurs en M ou, ce qui revient au même, définit le domaine de dépendance de M. De la même façon on définit le domaine d'influence de M par les caractéristiques partant de ce point.
Ceci permet de donner les conditions aux limites dans un domaine de calcul :
- pour les conditions entrantes deux conditions sont en général requises, correspondantes à l'invariant porté par  {\displaystyle {\mathcal {C}}^{-}} et à l'entropie (ou tout ensemble de valeurs équivalent),
- pour les conditions sortantes une condition est requise en général, celle qui correspond à l'invariant porté par {\displaystyle {\mathcal {C}}^{+}} (ou toute quantité équivalente).

Dans le cas supersonique {\displaystyle x_{B}\,<\,x_{M}}. Les valeurs en M ne dépendent que des valeurs en {\displaystyle x\,<\,x_{M}}. Il n'y a pas dans ce cas de condition aux limites sortantes. Ce caractère peut être mis à profit pour le calcul pour effectuer un balayage en espace au lieu d'une itération spatiale. C'est une méthode classiquement employée pour le calcul de tuyères.

### Invariance parhomothétie
On s'intéresse d'abord au système sans le terme d'accélération externe. Si l'on multiplie x et t simultanément par un scalaire (homothétie en espace et en temps) les équations d'Euler sont inchangées. Leur solution est donc identique. L'homothétie temps-espace entraîne une homothétie de la solution. Cette propriété est utilisée en aérodynamique pour justifier les essais sur maquette.
La propriété d'invariance est encore vraie avec le terme g à condition de diviser celui-ci par le facteur d'échelle. Au plan expérimental cela relève de l'utilisation d'une centrifugeuse. Ce type d'expérience est plutôt utilisée dans le domaine environnemental.

### Analyse dimensionnelle
Les équations d'Euler font intervenir 6 quantités ρ, V, p, e, T, g et 4 dimensions : temps, espace, masse, température. Le théorème de Vaschy-Buckingham montre donc l'existence de 2 variables adimensionnelles permettant l'analyse du système. Ces variables sont par exemple le nombre de Mach et le nombre de Froude. Pour écrire ces nombres il faut définir des quantités de référence qui sont caractéristiques du problème étudié.
Définissons les variables suivantes servant de références :
- une longueur {\displaystyle L^{*}}, par exemple le rayon de courbure de paroi en aérodynamique,
- une vitesse {\displaystyle V^{*}}, une masse volumique ρ* et une température {\displaystyle T^{*}}, par exemple les valeurs en amont (condition aux limites), d'où on déduit une pression {\displaystyle p^{*}=\rho ^{*}{\frac {R}{M}}T^{*}},
- une seconde vitesse {\displaystyle a^{*}} pour la propagation des ondes sonores, par exemple {\displaystyle a^{*}={\sqrt {\gamma ^{*}{\frac {R}{M}}T^{*}}}} pour un gaz parfait,
- une énergie interne {\displaystyle e^{*}}, par exemple {\displaystyle e^{*}={\frac {p^{*}}{(\gamma ^{*}-1)\rho ^{*}}}={\frac {{a^{*}}^{2}}{\gamma ^{*}(\gamma ^{*}-1)}}} pour un gaz parfait,
- une accélération {\displaystyle g^{*}}.

On peut alors définir pour ce problème les variables réduites suivantes :
| - espace          | {\displaystyle {\tilde {\mathbf {x} }}={\frac {\mathbf {x} }{L^{*}}}} |
| - temps           | {\displaystyle {\tilde {t}}={\frac {V^{*}}{L^{*}}}\,t}                |
| - masse volumique | {\displaystyle {\tilde {\rho }}={\frac {\rho }{\rho ^{*}}}}           |
| - énergie interne | {\displaystyle {\tilde {e}}={\frac {e}{e^{*}}}}                       |
| - pression        | {\displaystyle {\tilde {p}}={\frac {p}{\rho ^{*}{a^{*}}^{2}}}}        |

et les variables adimensionnelles :
| - le nombre de Mach   | {\displaystyle {\mathcal {M}}a={\frac {V^{*}}{a^{*}}}}            |
| - le nombre de Froude | {\displaystyle {\mathcal {F}}r={\frac {{V^{*}}^{2}}{g^{*}L^{*}}}} |

Le système d'équations en valeurs réduites s'écrit :
- conservation de la masse{\displaystyle {\frac {\partial {\tilde {\rho }}}{\partial {\tilde {t}}}}+\mathbf {\nabla } _{\tilde {x}}\cdot ({\tilde {\rho }}\,{\tilde {\mathbf {V} }})=0}

où {\displaystyle \mathbf {\nabla } _{\tilde {x}}=L^{*}\mathbf {\nabla } } est l'opérateur nabla adimensionné utilisé dans le système de coordonnées transformé.
- conservation de la quantité de mouvement

{\displaystyle {\frac {\partial }{\partial {\tilde {t}}}}({\tilde {\rho }}{\tilde {\mathbf {V} }})+\mathbf {\nabla } _{\tilde {x}}\cdot ({\tilde {\rho }}\,{\tilde {\mathbf {V} }}{\tilde {\mathbf {V} }})=-{\frac {1}{\gamma ^{*}{\mathcal {M}}a^{2}}}\mathbf {\nabla } _{\tilde {x}}\,{\tilde {p}}+{\frac {1}{{\mathcal {F}}r}}\,{\tilde {\rho }}\,{\tilde {\mathbf {g} }}}
- conservation de l'énergie{\displaystyle {\frac {\partial ({\tilde {\rho }}{\tilde {E}})}{\partial {\tilde {t}}}}+\nabla _{\tilde {x}}\cdot \left[\left({\tilde {\rho }}{\tilde {E}}+{\tilde {p}}\right){\tilde {\mathbf {V} }}\right]={\frac {{\mathcal {M}}a^{2}}{{\mathcal {F}}r}}\,{\tilde {\rho }}\,{\tilde {\mathbf {g} }}\cdot {\tilde {\mathbf {V} }}}

avec
{\displaystyle {\tilde {E}}={\frac {e^{*}}{{a^{*}}^{2}}}\,{\tilde {e}}+{\mathcal {M}}a^{2}{\frac {|{\tilde {\mathbf {V} }}|^{2}}{2}}}
Dans le cas d'un gaz parfait
{\displaystyle {\frac {e^{*}}{{a^{*}}^{2}}}={\frac {1}{\gamma ^{*}(\gamma ^{*}-1)}}}
Cette approche est utilisable pour l'analyse des équations et la réalisation d'expériences jugées réalistes parce que respectant le critère d'analogie en termes de nombres adimensionnels.

## Écoulements homogènes incompressibles
L'écoulement d'un fluide est dit incompressible et homogène lorsque l'on peut négliger ses variations de masse volumique. Le système de lois de conservation s'écrit dans ce cas :
- Équation d'incompressibilité (se confondant avec l'équation de bilan de la masse pour un fluide homogène){\displaystyle \nabla \cdot \mathbf {V} =0}
- conservation de la quantité de mouvement{\displaystyle {\frac {\partial \mathbf {V} }{\partial t}}+\mathbf {\nabla } \cdot \left(\mathbf {V} \otimes \mathbf {V} \right)=-{\frac {1}{\rho }}\nabla p+\mathbf {g} }
- conservation de l'énergie :{\displaystyle {\frac {\partial E}{\partial t}}+\nabla \cdot (E\mathbf {V} )=\mathbf {g} \cdot \mathbf {V} }

On remarque que la conservation de l'énergie est découplée des autres équations de conservation, c'est-à-dire qu'on peut déterminer la vitesse et la pression indépendamment de l'équation de l'énergie.

### Écoulement incompressible stationnaire
Examinons le cas particulier d'un écoulement stationnaire et incompressible défini par :{\displaystyle \nabla \cdot \left(H\mathbf {V} \right)=\mathbf {g} \cdot \mathbf {V} }
Si la force extérieure est conservative, à savoir g = - ∇φ, alors on obtient en développant le premier terme et compte tenu de l'équation d'incompressibilité :{\displaystyle \mathbf {V} \cdot \nabla (H+\varphi )=0}
Cette expression indiquant que H + φ est constant le long d'une ligne de courant est le théorème de Bernoulli.

### Équation d'évolution de la vorticité, vecteur tourbillon
On introduit la vorticité, {\displaystyle \mathbf {\omega } =\mathbf {\nabla } \times \mathbf {V} }
Cette quantité est très utile pour caractériser la rotation des éléments de fluides dans un écoulement, qui ne correspondent pas nécessairement à une courbure des lignes de courant. On introduit également parfois le vecteur tourbillon, défini comme {\displaystyle \mathbf {\Omega } =\mathbf {\omega } /2}. Cette définition est telle que, pour une rotation solide (rotation du fluide en bloc), la norme du vecteur tourbillon correspond à la vitesse angulaire de la rotation.
On obtient l'équation d'évolution de la vorticité (ou du vecteur tourbillon) en prenant le rotationnel de l'équation de quantité de mouvement en tenant compte de l'identité {\displaystyle \nabla \times \nabla p=0} :{\displaystyle \nabla \times {\frac {\partial \mathbf {V} }{\partial t}}+\nabla \times (\mathbf {\Omega } \times \mathbf {V} )=\nabla \times \mathbf {g} }
En utilisant l'identité{\displaystyle \nabla \times (\mathbf {\Omega } \times \mathbf {V} )=(\nabla \cdot \mathbf {V} )\mathbf {\Omega } -(\nabla \cdot \mathbf {\Omega } )\mathbf {V} +\mathbf {\Omega } \cdot \nabla \mathbf {V} -\mathbf {V} \cdot \nabla \mathbf {\Omega } }
et en remarquant que les deux premiers termes sont nuls, le premier par l'équation de continuité, le second du fait de l'identité {\displaystyle \nabla \cdot (\mathbf {\nabla } \times \mathbf {V} )=0} on peut écrire une équation de transport du vecteur tourbillon :{\displaystyle {\frac {\mathrm {D} \mathbf {\Omega } }{\mathrm {D} t}}=\mathbf {\Omega } \cdot \nabla \mathbf {V} }
Cette quantité ne se conserve pas en général. Toutefois on remarque que si elle est initialement nulle, elle le restera. Par ailleurs, dans le cas d'un tourbillon plan, Ω est perpendiculaire au plan contenant la vitesse.

### Conservation de la circulation de la vitesse
On définit la circulation de la vitesse comme l'intégrale sur le contour fermé {\displaystyle {\mathcal {C}}} :
{\displaystyle \Gamma =\oint _{\mathcal {C}}\mathbf {V} \cdot \mathrm {d} \mathbf {l} =\oint _{\mathcal {C}}\mathbf {V} \cdot \mathrm {d} \mathbf {x} }
On s'intéresse à la variation temporelle de cette quantité, c'est-à-dire au devenir des éléments du fluide appartenant à ce contour :
{\displaystyle {\frac {\mathrm {d} \Gamma }{\mathrm {d} t}}=\oint _{\mathcal {C}}{\frac {\mathrm {d} \mathbf {V} }{\mathrm {d} t}}\cdot \mathrm {d} \mathbf {x} +\oint _{\mathcal {C}}\mathbf {V} \cdot \mathrm {d} \mathbf {V} }
Or {\displaystyle \mathbf {V} \cdot \mathrm {d} \mathbf {V} =\mathrm {d} \left({\frac {1}{2}}V^{2}\right)}. Le contour étant fermé, la seconde intégrale est donc nulle.
Pour un écoulement que l'on suppose sans discontinuité donc isentropique l'enthalpie est donnée par la relation thermodynamique :{\displaystyle \mathrm {d} h={\frac {\mathrm {d} p}{\rho }}\qquad \Rightarrow \qquad \nabla h={\frac {1}{\rho }}\nabla p}
On peut donc écrire la conservation de la quantité de mouvement sous la forme :{\displaystyle {\frac {\mathrm {d} \mathbf {V} }{\mathrm {d} t}}=-\nabla h}
Soit {\displaystyle {\mathcal {S}}} une surface limitée par {\displaystyle {\mathcal {C}}}, de normale {\displaystyle \mathbf {n} }. Le théorème de Stokes permet d'écrire, compte tenu de l'identité {\displaystyle \nabla \times \nabla p:=0} :{\displaystyle {\frac {\mathrm {d} \Gamma }{\mathrm {d} t}}=\int _{\mathcal {S}}(\nabla \times {\frac {\mathrm {d} \mathbf {V} }{\mathrm {d} t}})\cdot \mathbf {n} \,\mathrm {d} s=-{\frac {1}{\rho }}\int _{\mathcal {S}}(\nabla \times \nabla p)\cdot \mathbf {n} \,\mathrm {d} s=0}
La circulation de la vitesse est conservée dans un écoulement sans discontinuité.